# Исландски језик
Исландски језик (исл. íslenska tungumál) припада северној (скандинавској) групи германских језика. Говоре га становници Исланда и мање групе исландских исељеника (око 300.000 људи).
Настао је изолованим развојем од језика Норвежана који су од IX века насељавали Исланд. Садржи знатан број келтских елемената које су донеле групе досељеника са Британских острва.
У настанку језика обично се разликују четири фазе: архаична, класична, средња и модерна.
До XII века је била архаична, од половине XII до половине XIV века класична, до половине XVI века је била средња, а модерна почиње 1540. преводом Библије Guðbrandur Þorláksson. Споменици архаичне базе сачували су велики број старонордијских елемената, значајних за упоредна изучавања германских језика. Због велике мере очувања језика, књижевни радови на старонордијском (који неки лингвисти називају и староисландски), могу врло лако разумети људи који говоре савремени исландски.
Савремени исландски језик сачувао је доста архаичних црта. У деклинацији именских речи сачувана су 4 падежа, 2 броја и 3 рода. Постоји велики број наставака на глаголске облике. Карактеристика савременог исландског језика је да скоро нема никаквих посуђеница ни интернационализама, јер се за сваки нови или уведени појам ствара „чиста“ исландска реч.
Исландски језик користи исландски алфабет који се разликује од стандардног латиничног алфабета по томе што садржи четири исландска слова (Ð,ð, Þ,þ, Æ,æ, и Ö, ö) и још шест са дијакритицима (Á,á, É,é, Í,í, Ó,ó, Ú,ú, Ý,ý), и по томе што не садржи слова C, c; Q, q; W, w; као ни Z, z.
Исландски језик сродан је са ферјарским језиком, али не у довољној мери да би се људи међусобно разумели на та два језика. Са осталим северногерманским језицима (норвешки, шведски, дански и др.) мање је сродан, а сматра се да је најудаљенији од западногерманских језика (енглески, немачки, итд.) у северногерманској групи.

## Фонологија
Међу дијалектима исландског, разлике у изговору су јако мале. Од самогласника, исландски језик садржи монофтонге и дифтонге. Већина сугласника (укључујући и сонанте  — ) имају парњаке по звучности, осим праскавих сугласника , који су сви безвучни, а парњаке имају по аспирацији — . Контраст по аспирацији је редак; појављује се у ферјарском, данском и мандаринском језику.

### Сугласници
У листи доле приказани су сви гласови (не фонеме) исландског језика који спадају у сугласнике Thráinsson 1994.
|          |            | двоуснени и уснено-зубни | двоуснени и уснено-зубни | зубни и надзубни | зубни и надзубни | предњонепчани | предњонепчани | задњонепчани | задњонепчани | глотални |
| -------- | ---------- | ------------------------ | ------------------------ | ---------------- | ---------------- | ------------- | ------------- | ------------ | ------------ | -------- |
| носни    |            |                          |                          |                  |                  |               |               |              |              |          |
| праскави |            |                          |                          |                  |                  |               |               |              |              |          |
| струјни  | сибилант   |                          |                          |                  |                  |               |               |              |              |          |
| струјни  | несибилант |                          |                          |                  |                  |               |               |              |              |          |
| бочни    |            |                          |                          |                  |                  |               |               |              |              |          |
| треперни |            |                          |                          |                  |                  |               |               |              |              |          |

Због честих гласовних промена, постоје многе полемике око класификације исландских фонема.

### Самогласници
|                  | предњи         | предњи | задњи |
| нелабијализовани | лабијализовани |        | задњи |
| ---------------- | -------------- | ------ | ----- |
| затворени        |                |        |       |
| готово затворени |                |        |       |
| средњи           |                |        |       |
| отворени         |                |        |       |
- и  слични су као .[1]
- фонетски су готово затворени .[1]
- су средњи монофтонзи  када су кратки,[1] а отварајући дифтонзи  (такође се понекад транскрибују као ) када су дуги. Дуге варијанте ових гласова најчешће се транскрибују као монофтонзи .[2][3]
- је средње .[1]

|                       | предњи | задњи |
| --------------------- | ------ | ----- |
| Средњи ка затворени   | •      |       |
| Отворени ка затворени |        |       |

 почиње са предњим , а  почиње са задњим .

## Ортографија
Карактеристична за исландски алфабет су слова: Þ, þ (исл. þorn, енг. thorn) и Ð, ð (eð, на енглески се преводи као „eth“ или „edh“), која представљају безвучни и звучни „th“ глас (као у енглеском thin и this), тим редом. У табели доле представљен је цео исландски алфабет.
| велика слова | велика слова | велика слова | велика слова | велика слова | велика слова | велика слова | велика слова | велика слова | велика слова | велика слова | велика слова | велика слова | велика слова | велика слова | велика слова | велика слова | велика слова | велика слова | велика слова | велика слова | велика слова | велика слова | велика слова | велика слова | велика слова | велика слова | велика слова | велика слова | велика слова | велика слова | велика слова |
| ------------ | ------------ | ------------ | ------------ | ------------ | ------------ | ------------ | ------------ | ------------ | ------------ | ------------ | ------------ | ------------ | ------------ | ------------ | ------------ | ------------ | ------------ | ------------ | ------------ | ------------ | ------------ | ------------ | ------------ | ------------ | ------------ | ------------ | ------------ | ------------ | ------------ | ------------ | ------------ |
| A            | Á            | B            | D            | Ð            | E            | É            | F            | G            | H            | I            | Í            | J            | K            | L            | M            | N            | O            | Ó            | P            | R            | S            | T            | U            | Ú            | V            | X            | Y            | Ý            | Þ            | Æ            | Ö            |
| мала слова   |              |              |              |              |              |              |              |              |              |              |              |              |              |              |              |              |              |              |              |              |              |              |              |              |              |              |              |              |              |              |              |
| a            | á            | b            | d            | ð            | e            | é            | f            | g            | h            | i            | í            | j            | k            | l            | m            | n            | o            | ó            | p            | r            | s            | t            | u            | ú            | v            | x            | y            | ý            | þ            | æ            | ö            |

Слова са дијакритицима, нпр. á и ö, углавном се сматрају за засебна слова, а не варијанте слова од којих су настали. Слово é званично је заменило je 1929. године, али било је коришћено у ранијим рукописима (до XIV века) и касније, све до XVIII века. Слово z, које је дуго било део исландског алфабета, али његов изговор се није могао разликовати од изговора слова s, званично је избачено године 1973.